# Berrang-Gruppe
Die Berrang-Gruppe ist ein international operierendes Großunternehmen in der mechanischen Verbindungstechnik mit Hauptsitz in Mannheim. Der Zulieferer zählt einige Unternehmen aus der Automobilbranche, dem Maschinenbau, der Medizintechnik sowie aus der Landtechnik und der Luftfahrtindustrie zu seinen Kunden.

## Geschichte

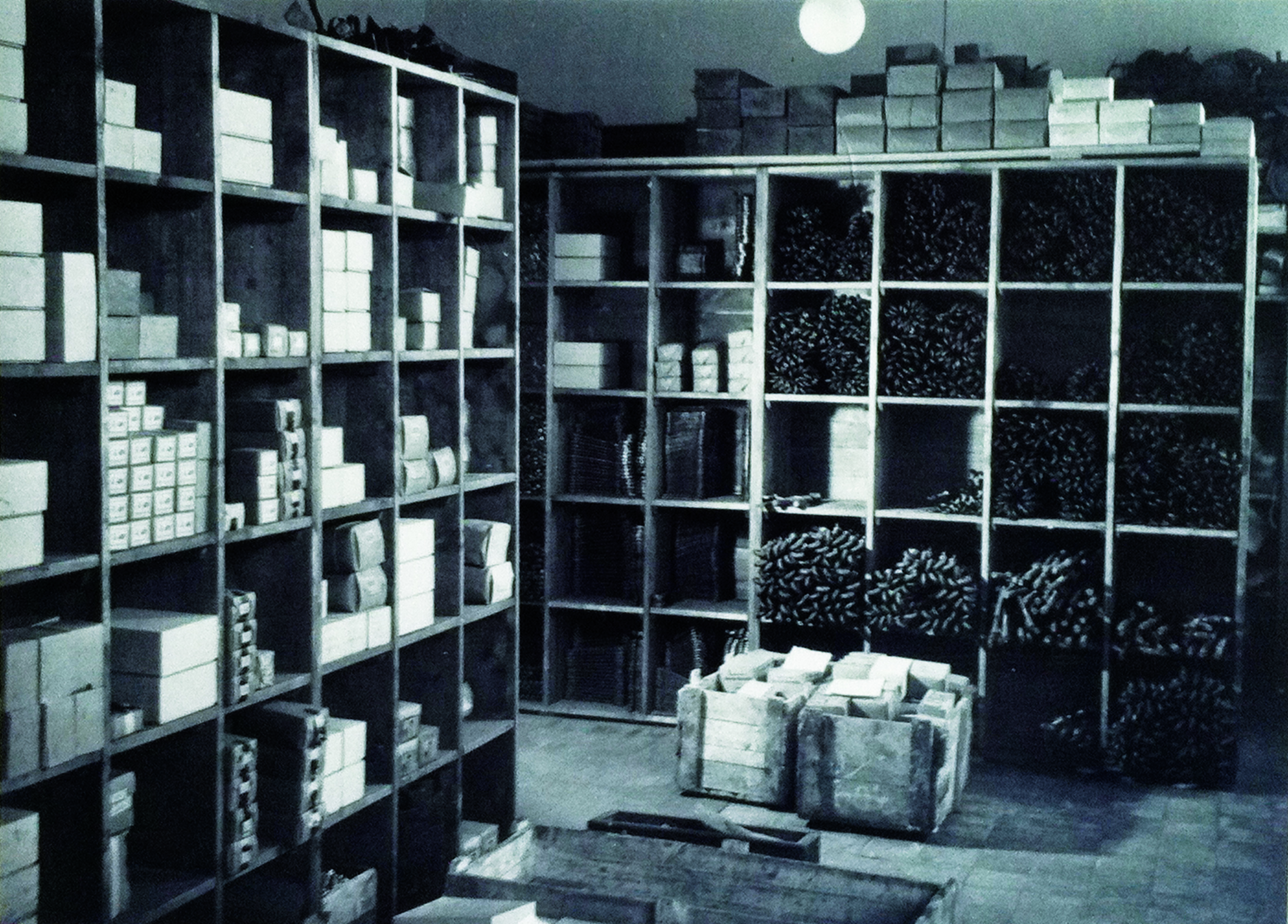
Lager Lindenhof

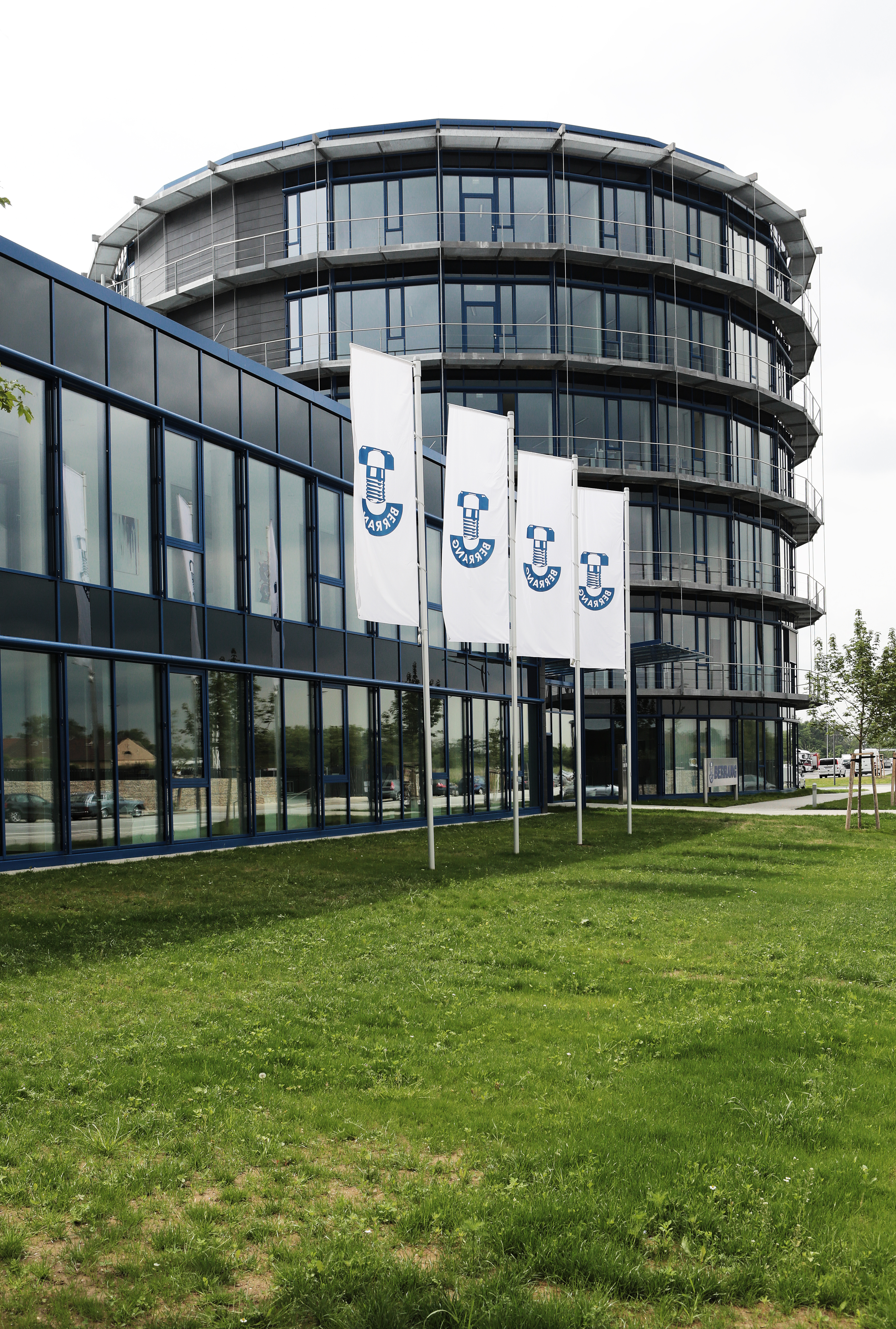
Standort Mannheim

Die Ursprünge der Unternehmensgruppe gehen auf das im Jahr 1946 von Karl Berrang gemeinsam mit seiner Frau Elisabeth gegründete Einzelunternehmen für Groß- und Außenhandel mit Befestigungsmitteln wie Schrauben und Muttern zurück. Dieses wurde 1948 in das Handelsregister Mannheim eingetragen. 1952 wurde in München die erste Niederlassung gegründet, welcher weitere folgten. Mit dem Tod von Karl Berrang im Jahre 1961, führte Elisabeth Berrang das Geschäft zunächst alleine weiter, bis zehn Jahre später der gemeinsame Sohn, Bernhard Berrang, in die Geschäftsführung eintrat. 1981 trat sein Schwager Peter Hofmann in das Unternehmen ein, der 1995 als weiterer Geschäftsführer berufen wurde. 1994 trat Elisabeth Berrang aus dem aktiven Geschäft aus. 1997 begann mit der Gründung der Tochtergesellschaft in den USA die Internationalisierung und damit der Aufbau der heutigen Berrang-Gruppe. Heute beschäftigt die Berrang-Gruppe an 12 Standorten, davon 8 in Deutschland, über 600 Mitarbeiter.
Die Berrang-Gruppe wird seit 3 Generationen familiengeführt. Die Geschäftsführung setzt sich aus Peter Hofmann, Dominique Gründler, Benjamin Berrang, Paul Hofmann und Benedikt Berrang zusammen.
Später wurde der Hauptsitz vom Standort Mannheim-Mallau auf das 52.000 Quadratmeter große Gelände in Mannheim-Friedrichsfeld verlegt. Es wurden auf dem neuen Gelände unter anderem in ein neues Bürogebäude und in ein vollautomatisches Palettenhochregal- und Kleinteilelager investiert. Ende 2020 wurde die Lagererweiterung erfolgreich abgeschlossen.

## Unternehmensstruktur
Zur Berrang-Gruppe gehören die Karl Berrang GmbH mit Hauptsitz in Mannheim und Standorten in Chemnitz, Stuttgart, Freiburg, München, Hannover und Nürnberg sowie die fünf hundertprozentigen Tochterunternehmen Dürkes & Obermayer GmbH in Heidelberg, Berrang Inc. in Greenville (USA), Berrang France SARL in Saran (Frankreich), Berrang Trading Co. Ltd. in Shanghai (China) und Berrang Polska Sp. z o.o. in Bielany Wrocławskie (Polen). Des Weiteren gehören zur Unternehmensgruppe noch die beiden Schwesterunternehmen Façon GmbH und Berrang EntwicklungsGmbH in Mannheim.

## Tätigkeitsfeld und Produkte
Das Tätigkeitsfeld der Karl Berrang GmbH umfasst die anwendungstechnischen Beratung, die Betreuung der Lieferkette vom Produktionswerk bis zum Einbauort, die Durchführung von technischen Qualitätsprüfungen, die Lagerhaltung, die Montage von Baugruppen und Kits sowie logistische Dienstleistungen. Dabei bedient sich die Berrang-Gruppe eines globalen Sourcing-Netzwerkes.
Die Belieferung der Kunden erfolgt von allen Standorten. Das Unternehmen optimiert die Beschaffungsprozesse seiner Kunden und stellt eine bedarfssynchrone Auslieferung an den Kunden sicher.
Die Standorte Mannheim und München verfügen über ein akkreditiertes Prüflabor. An den Schraubenprüfständen, wovon einer zu den weltweit größten zählt, können Schrauben mit einer Größe von M 1,2 bis M 72 geprüft werden.

## Sponsoring

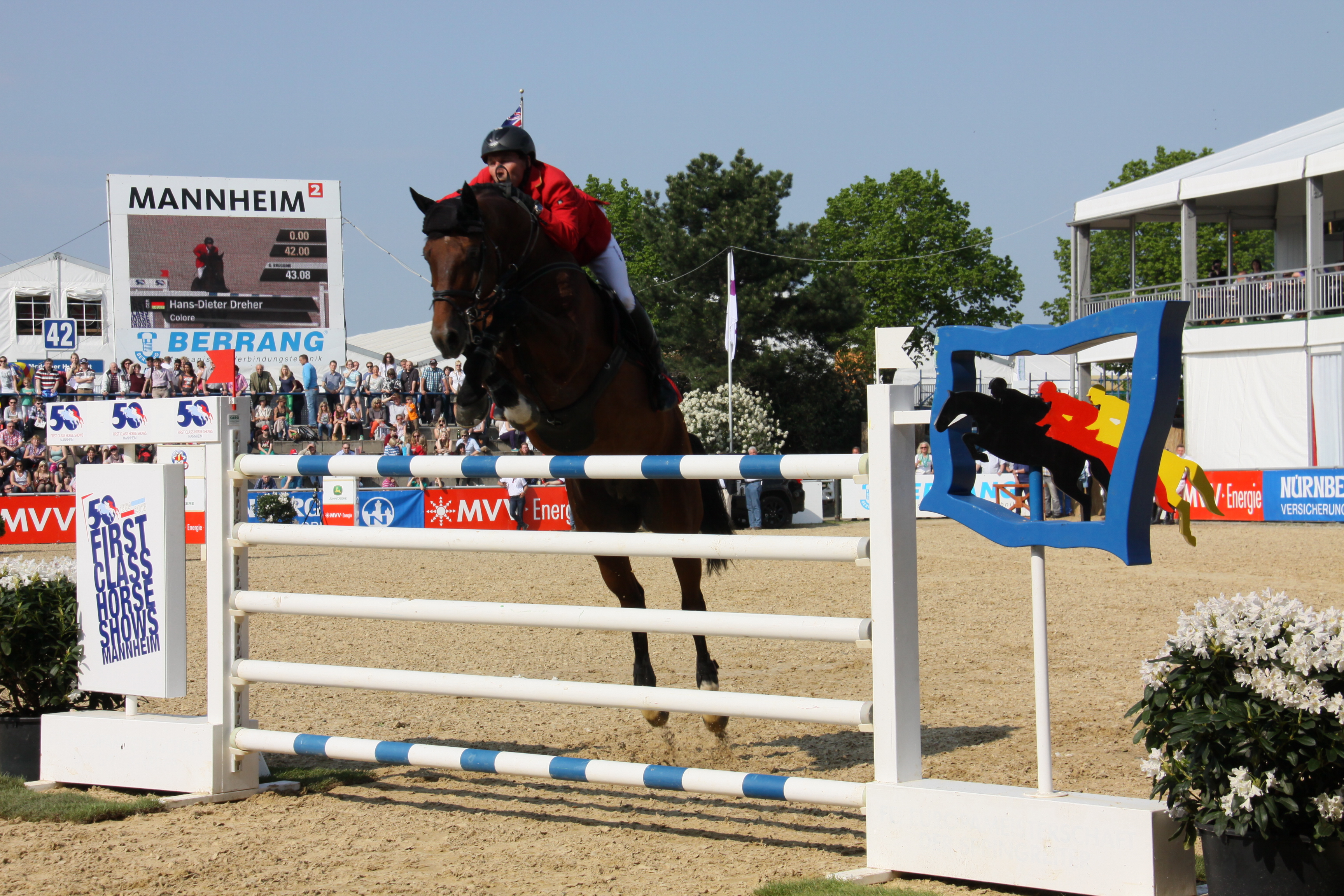
Sponsoring Maimarktturnier 2015

Die Berrang-Gruppe fördert den Reitsport. Darunter das Maimarktturnier in Mannheim, die Europa- sowie Deutschen Meisterschaften im Springreiten, die Voltigier-WM, den CSIO 2015 sowie den Behindertenreitsport.
Berrang ist Partner der Reiss-Engelhorn-Museen.